# Azochis oncalis
Azochis oncalis là một loài bướm đêm trong họ Crambidae.